# Dysoxylum
Dysoxylum es un género botánico de árboles perteneciente a la familia Meliaceae.

## Distribución
Hay alrededor de 330 especies descritas y de estas, solo 96 aceptadas y que van desde Australia, Nueva Zelanda, Nueva Guinea, Nueva Caledonia y hasta otras partes del Océano Pacífico occidental.

## Descripción
Las especies australianas fueron apreciadas por su madera que es de un rico color rojo y se utilizan ampliamente en el mobiliario de comercio. El nombre común de la especie australiana es la rosa de caoba. Las especies de Nueva Zelanda, Dysoxylum spectabile, es a veces conocida como Nueva Zelandia caoba, porque su madera es ligera, fuerte y pulida es de agradable color rojo. 

## Taxonomía
El género fue descrito por Carl Ludwig Blume y publicado en Bijdragen tot de flora van Nederlandsch Indië 172. 1825. La especie tipo es: Dysoxylum alliaceum (Blume) Blume

## Algunas especies
- Dysoxylum bijugum (Labill.) Seem. (= D. patersoni, D. patersonianum)
- Dysoxylum binectariferum
- Dysoxylum densiflorum – majegau
- Dysoxylum fraserianum
- Dysoxylum gaudichaudianum (A.Juss.) Miq. (= D. amooroides, D. blancoi, D. decandrum, D. rufum var. glabrescens, D. salutare)[4] - iguiu de Filipinas, himamao de Filipinas.[5]
- Dysoxylum huntii  Merr.  (endemic Samoa), known as Maota mea.
- Dysoxylum malabaricum – akil
- Dysoxylum mollissimum Blume (= D. forsteri, D. muelleri)
  - Dysoxylum mollissimum subsp. molle (Miq.) Mabb. (= D. molle)
  - Dysoxylum mollissimum ssp. mollissimum
- Dysoxylum muelleri
- Dysoxylum oppositifolium F.Muell.[6]
- Dysoxylum pachyphyllum Hemsl. (= D. fraserianum auct. non (A.Juss.) Benth.)
- Dysoxylum parasiticum (Osbeck) Kosterm.[7]
- Dysoxylum pettigrewianum F.M.Bailey
- Dysoxylum richii (A.Gray) C.DC.
- Dysoxylum rufum (A.Rich.) Benth. – Hairy Rosewood
- Dysoxylum spectabile – Kohekohe, New Zealand Mahogany
- Dysoxylum tenuiflorum A.C.Sm.[8]